# 제복 전설 프리티 파이터
《제복 전설 프리티 파이터》(일본어: 制服伝説プリティファイター), 줄여서 프리티 파이터 (Pretty Fighter, プリティファイター)는 1994년 겐키에서 개발하고 이매지니어가 발행한 대전 격투 게임이다. 1994년에 슈퍼 패미컴에 출시하여, 1995년 세가 새턴에서는 《제복전설 프리티 파이터 X》(制服伝説 プリティ・ファイターX)를 출시하였다. 이 게임에 출전하는 캐릭터는 모두 여성이며 《프리티 파이터》에는 8명, 《프리티 파이터 X》에는 12명이다. 후속작은 《FIST》로 캐릭터 중 3명이 출장한다.

## 등장 인물
아오키 마린 (青木 真琳)
성우: 히카미 쿄코
이 게임의 주인공으로 여고생. 제목에 걸맞게 세일러복을 입고있다. 악당들을 물리치고 있다. FIST에도 출장한다.
시라토리 크리스 (白鳥 クリス)
성우: 카나이 미카
간호사. 기술 중 주사약도 사용한다.
아카사카 쥬리 (赤坂 樹里)
성우: 후카미 리카
나이트 클럽 댄서로 부채를 들고있는 아가씨. 사실 직업은 오피스 레이디이다.
키오리 료코 (黃織 涼子)
성우: 사토 유리
일본의 무예자로 기모노를 입고있다. 게임에서는 오료우(Oryou)라고 표기되어 있다.
콘노 케이코 (紺野 警子)
성우: 노모토 에리
여경. 캐릭터 중 키가 제일 크다.
미도리카와 미나미 (綠川 みなみ)
성우: 오카무라 아케미
여고생으로 아오키 마린의 라이벌이기도 하다. 프로야구 열혈팬.
모모야마 아이 (桃山 愛)
성우: 오오타니 이쿠에
여중생으로 캐릭터중 최연소. 주특기는 체조. FIST에도 출장한다.
야마부키 야와라 (山吹 柔)
성우: 키다 아유미
유도가 주특기인 여고생.

### 프리티 파이터 X 캐릭터
시자키 소라미 (紫崎 空美)
성우: 다나카 아쓰코
스튜어디스.
미나카미 시즈카 (水上 しずか)
성우: 소우미 요코
여교사.
츠치야 토키코 (土屋陟 気子)
성우: 엔도 카츠요
웨이트리스.
마리아 크리스텔 (Maria Christel,マリア・クリステル)
성우: 이노우에 키쿠코
수녀. 그러나 십자가 목걸이로 사람들을 이용하여 세상을 정복을 하고있다. 프리티 파이터 X의 보스로 VS대전만 선택가능하다. FIST에도 출장한다.
1. ↑  각 캐릭터들의 애니메이션을 보면 세뇌당한 사람들이 종종있어 캐릭터들이 이를 수습한다.